# Protaetia metallica
Protaetia metallica es una especie de escarabajo del género Protaetia, familia Scarabaeidae. Fue descrita científicamente por Herbst en 1782.
Especie nativa de la región paleártica. Habita en los Alpes.